# UFC Fight Night: Machida vs. Anders
UFC Fight Night: Machida vs. Anders (conosciuto anche come UFC Fight Night 125), è stato un evento di arti marziali miste tenuto dalla Ultimate Fighting Championship il 3 febbraio 2018 all'Arena Guilherme Paraense di Belém, in Brasile.

## Risultati
|                                   | Divisione                       |                                |                                |                                | Metodo                                        | Round                          | Tempo                          | Premio                         |
| Card Principale (Fox Sports 1)    | Card Principale (Fox Sports 1)  | Card Principale (Fox Sports 1) | Card Principale (Fox Sports 1) | Card Principale (Fox Sports 1) | Card Principale (Fox Sports 1)                | Card Principale (Fox Sports 1) | Card Principale (Fox Sports 1) | Card Principale (Fox Sports 1) |
| --------------------------------- | ------------------------------- | ------------------------------ | ------------------------------ | ------------------------------ | --------------------------------------------- | ------------------------------ | ------------------------------ | ------------------------------ |
|                                   | Pesi medi                       | Lyoto Machida                  | batte                          | Eryk Anders                    | Decisione (non unanime) (48-47, 47-48, 49-46) | 5                              | 5:00                           |                                |
|                                   | Pesi mosca femminili            | Valentina Shevchenko           | batte                          | Priscila Cachoeira             | Sottomissione (rear-naked choke)              | 2                              | 4:25                           | POTN                           |
|                                   | Catchweight (161 lbs. / 73 Kg.) | Michel Prazeres                | batte                          | Desmond Green                  | Decisione (unanime) (30-27, 29-28, 30-27)     | 3                              | 5:00                           |                                |
|                                   | Pesi massimi                    | Timoty Johnson                 | batte                          | Marcelo Golm                   | Decisione (unanime) (30-27, 29-28, 29-28)     | 3                              | 5:00                           |                                |
|                                   | Pesi gallo                      | Douglas Silva de Andrade       | batte                          | Marlon Vera                    | Decisione (unanime) (30-27, 30-27, 30-27)     | 3                              | 5:00                           |                                |
|                                   | Pesi medi                       | Thiago Santos                  | batte                          | Anthony Smith                  | TKO (calcio al corpo e pugni)                 | 2                              | 1:03                           | FOTN                           |
| Card Preliminare (Fox Sports 2)   |                                 |                                |                                |                                |                                               |                                |                                |                                |
|                                   | Pesi welter                     | Sérgio Moraes                  | batte                          | Tim Means                      | Decision (non unanime) (28-29, 29-28, 29-28)  | 3                              | 5:00                           |                                |
|                                   | Pesi leggeri                    | Alan Patick                    | batte                          | Damir Hadžović                 | Decisione (unanime) (30-25, 30-27, 30-27)     | 3                              | 5:00                           |                                |
|                                   | Pesi paglia femminili           | Polyana Viana                  | batte                          | Maia Stevenson                 | Sottomissione (rear-naked choke)              | 1                              | 3:50                           |                                |
|                                   | Pesi gallo                      | Iuri Alcântara                 | batte                          | Joe Soto                       | TKO (pugni)                                   | 1                              | 1:06                           | POTN                           |
| Card Preliminare (UFC Fight Pass) |                                 |                                |                                |                                |                                               |                                |                                |                                |
|                                   | Pesi mosca                      | Deiveson Figueiredo            | batte                          | Joseph Morales                 | TKO (pugni)                                   | 2                              | 4:34                           |                                |

## Premi
I lottatori premiati ricevettero un bonus di 50.000 dollari.
Legenda:
- FOTN: Fight of the Night (vengono premiati entrambi gli atleti per il miglior incontro dell'evento)
- POTN: Performance of the Night (viene premiato il vincitore per la migliore performance dell'evento)